# Tomohiro Yamauchi
Tomohiro Yamauchi (japanisch 山内 智裕 Yamauchi Tomohiro; * 5. September 1987 in Kirishima) ist ein ehemaliger japanischer Fußballspieler.

## Karriere
Yamauchi erlernte das Fußballspielen in der Schulmannschaft der Kagoshima Josei High School und der Universitätsmannschaft der Tokai-Gakuen-Universität. Seinen ersten Vertrag unterschrieb er 2010 bei FC Gifu. Der Verein spielte in der zweithöchsten Liga des Landes, der J2 League. Für den Verein absolvierte er fünf Ligaspiele. Danach spielte er bei FC Kagoshima, Matsue City FC und Kochi United SC. Ende 2018 beendete er seine Karriere als Fußballspieler.